# 日本空手道不動会
日本空手道不動会（にほんからてどうふどうかい）は、1969年に島根県の武道家平野不動が興した空手道の流派。団体名称は特定非営利活動法人 日本空手道不動会（とくていひえいりかつどうほうじん にほんからてどうふどうかい）。

## 概要
- 1948年（昭和23年） - 初代宗家平野不動が島根県松江城内の護国神社境内で近隣有志の大人たちよる空手道稽古に参加し、空手道の手解きを受ける。
- 1958年（昭和33年） - 近隣有志の大人たちに認められ、島根県松江城内の護国神社境内稽古場の主となる。
- 1969年（昭和44年） - 愛知県豊田市にて空手道流派「不動派糸東流」から団体名称を「空手道不動会」とする。
- 1970年（昭和45年） - 同市大林町に「本部道場」を設ける。
- 1994年（平成6年） - 空手道普及活動の為の総合施設「不動会館」建設事業計画が開始される。また、法人化により会館建設資金は前身団体（空手道不動会）より寄付という形で法人(日本空手道不動会)に移行される。
- 2003年（平成15年） - 愛知県から「特定非営利活動法人」の認証を受ける。
- 2005年（平成17年） - 豊田市聖心町に「不動会館」が完成する。
- 2010年（平成22年） - 空手道流派「日本空手道不動会」の会長であった平野泰作が二代目宗家として平野不動を襲名。